# Планина Херцел
Планината на Херцел или Херцелова планина (на иврит: הר הרצל – Хар Херцел), както и Планина за почитане на паметта (הר הזכרון – Хар Хазикарон), намираща се на едноименния хълм в западната част на Йерусалим, е националният мемориално-гробищен парк на Израел.
Наименуван е на Теодор Херцел, основателя на модерния политически ционизъм. Гробът на Херцел се намира на върха на хълма. Възвишението е с височина 834 метра над морското равнище.
Мемориалният музей Яд ва-Шем, почитащ жертвите на Холокоста, се намира на запад от планината.

## Паметници
- Паметник на жертвите на терора в Израел от 1851 г. до наши дни
- Паметник на етиопски евреи, убити по пътя към Израел
- Паметник на еврейски войници в Червената армия през ВСВ
- Паметник на еврейски войници в полската армия през ВСВ
- Паметник на еврейски войници в британската армия през ВСВ
- Паметник на войниците от подводницата INS Dakar
- Паметник на войниците от кораба СС Erinpura
- Паметник на 23-мата, загинали в морето
- Паметник на падналите от еврейския кв. Стар град (Йерусалим) в Арабско-израелската война, 1948 г.
- Мемориал за оцелелите от Холокоста, паднали в Арабско-израелската война, 1948 г.

## Галерия
- Национално гробище за войници и полицаи
- Скулптура на менора близо до входа
- Музеят на Херцел
- Гробът на Херцел
- Площад „Планина Херцел“
- Илюстрация на Националната мемориална зала
- Гробовете на Ицхак и Леа Рабин
- Древен еврейски пещерен гроб от периода на 2-рия храм
- Национално гробище за войници и полицаи